# 西塞羅 (伊利諾伊州)
西塞羅（英語：Cicero）是一個位於美國伊利諾伊州庫克縣的城鎮。

## 歷史
艾爾·卡彭在芝加哥建立了他的犯罪帝國，然後搬到西塞羅，以躲避芝加哥警察的追捕。1924年的西塞羅市政議會選舉中，由於幫派勢力為爭取有利的選舉結果，該選舉變得特別暴力。

## 地理
西塞羅的坐標為41°50′40″N 87°45′33″W / 41.84444°N 87.75917°W，而該地的平均海拔高度為185米（即607英尺）。

## 人口
根據2010年美國人口普查的數據，西塞羅的面積為15.19平方千米，當中陸地面積為15.19平方千米，而水域面積為0.00平方千米。當地共有人口83895人，而人口密度為每平方千米5,523人。